# Hwan sudcoreano
Lo hwan (圜, 환) è stata la valuta della Corea del Sud tra il 15 febbraio 1953 e il 9 giugno 1962.

## Storia
A causa della svalutazione del primo won sudcoreano (da 15 won per dollaro USA nel 1945 a 6000 won per dollaro USA nel 1953), lo hwan è stato introdotto nel 1953 al ritmo di 1 hwan = 100 won. Lo hwan è stato nominalmente suddiviso in 100 jeon ma la denominazione più bassa era di 1 hwan. Lo hwan ha sofferto d'inflazione.

## Monete
Nel 1959 furono introdotte monete in tagli da 10, 50 e 100 hwan. Le monete da 10 e 50 hwan continuarono a circolare fino al 22 marzo 1975 ma le monete da 100 hwan sono state ritirate il 10 giugno 1962.

## Banconote
Nel 1953, sono state introdotte le banconote in tagli da 1, 5, 10, 100 e 1000 hwan.